# Pina Cei
Pina Cei née Giuseppina Casini à San Juan, Porto Rico le 13 juin 1904 et morte à Rome le 1er février 2000  est une actrice  italienne. Elle est apparue dans plus de trente films de 1933 à 1995.

## Biographie
Giuseppina est la fille de la comédienne Luisa Cei. Elle fait ses débuts au théâtre en 1922, dans la société de Raffaele Niccoli. Ensuite elle travaille dans plusieurs compagnies dont celles d'Emma Gramatica et Ruggero Ruggeri, jusqu'en 1942, date à laquelle elle fonde sa propre compagnie. 
Elle fait ses débuts au cinéma en 1933, dans Villafranca, où elle est créditée comme Pia Torriani (nom de son mari). Sa sœur aînée Dory était aussi une actrice.

## Filmographie partielle
- 1934 : Villafranca
- 1958 : Voyage de plaisir (Camping) de Franco Zeffirelli
- 1968 : C'est mon mari et je le tue quand bon me semble (Il marito è mio e l'ammazzo quando mi pare) de Pasquale Festa Campanile : Paolina
- 1973 :  Film d'amour et d'anarchie
- 1977 :  Cara sposa
- 1983 :  La Traviata
- 1987 :  Les Yeux noirs